# Петър Манговски
Петър (Перо) Стоянов Манговски (на македонска литературна норма: Петар Стојанов Манговски) е югославски партизанин и деец на НОВМ, юрист.

## Биография
Роден е на 19 август 1909 година в битолското село Велушина. Завършва гимназия в Битоля. По-късно учи в Юридическия факултет на Белградския университет. Докторската му степен е на тема „Правните аспекти на Арабската лига“. Член е на народоосвободителния комитет за Битоля. Делегат е на Първото заседание на АСНОМ и на Второто заседание на АСНОМ. В периода 1945 – 1950 година е югославски дипломат в София и Отава. От 1950 година е съдия във Върховния съд на Социалистическа република Македония. През 1953 година след основаването на Правен факултет в Скопие става доцент по Международно публично право. През 1959 година става извънреден професор, а от 1962 и редовен професор. Пише първия учебник на македонски език по публично право.

## Трудове
- Суецкиот канал, хабилитационен труд на Правниот Факултет во Скопје.
- Правниот режим на Суецскиот канал и национализацијa на суецката компанијa, Скопје, 1958.
- Англо-египетската спогодба за Суецкиот канал, Скопје, 1954.
- Ајзенхауеровата доктрина за Средниот исток, Скопје, 1957.
- Борбата за петролејот на Средниот исток, Скопје, 1959.
- Британско-исландкиот спор околу ширината на територијалното море, Скопје, 1959.
- На денот на Обиденетите нации, Скопје, 1952 и 1953.
- Макартизмот во САД, Скопје, 1953.
- Меѓународни аспекти на Блискиот исток, Скопје, 1956.
- Агресијата против Eгипет, Скопје, 1957.
- Создавање на Организацијата на ОН, Београд, 1962.
- Eвијанските спогодби, Скопје, 1962.
- Организацијата на Африканското единство, Скопје, 1963.
- Арапска лига-регионална организацијa, (док. дисерт), Белград, 1963.
- Меѓународно јавно право, учебник, Скопје, 1975.